# Wallisiens et Futuniens de Nouvelle-Calédonie
Les Wallisiens et Futuniens forment la troisième communauté en termes d'importance au sein de la population de la collectivité sui generis française de Nouvelle-Calédonie, après les Kanak (Mélanésiens natifs de l'archipel) et les descendants d'Européens (dits « Caldoches »). Issus de plusieurs vagues d'immigration depuis les années 1940 mais aussi d'une forte natalité au sein de cette population, ils sont désormais plus nombreux qu'à Wallis-et-Futuna. Avec 21 262 individus en 2009, ils représentent 8,66 % de la population totale de l'archipel. En 2014, ils sont 21 926 individus soit 8,2 % de la population néo-calédonienne,. Et en 2019, ils sont 22 520 ou 8,3 % de l'ensemble des habitants.

## Histoire

### NouveauTāvaka
Le tāvaka (littéralement « voyage » en wallisien) est une tradition ancestrale des Wallisiens et des Futuniens à quitter leur archipel pour explorer les îles environnantes, en quête de survie et de nouveaux horizons et dans un souci de régulation démographique. Avant la période contemporaine, les précédents Tāvaka ont notamment été à l'origine d'un peuplement wallisien à Ouvéa (qui tire son nom de celui traditionnel de Wallis, Uvéa, tandis qu'une langue polynésienne, dérivée du wallisien, y est toujours parlée, le fagauvea). Mais les Wallisiens et Futuniens ont connu leur phase d'émigration la plus importante dans la seconde moitié du XXe siècle, vers la Nouvelle-Calédonie,.

### Causes

#### Causes internes
Les populations polynésiennes de Wallis-et-Futuna n'ont pas connu la baisse démographique qui a marqué la colonisation dans les autres archipels du Pacifique, du fait de l’isolement des îles ainsi que de l'importance sociale et politique prise à partir de 1840 par la mission mariste, celle-ci protégeant les habitants contre les « recruteurs de main-d’œuvre » et les trafiquants d’alcool qui écumaient la zone et établissant un ordre moral très strict. De plus, l'absence de réel intérêt économique et de place n'a pas poussé les pouvoirs publics métropolitains à encourager l'installation de colons. Ainsi, le nombre d'habitants stagne ou augmente faiblement entre 1889 et 1935 (entre 4 000 et 4 700 à Wallis, autour de 1 500 à Futuna). Puis l'archipel connaît à partir de la Seconde Guerre mondiale un véritable boom démographique, avec une croissance de près de 50 %. Wallis passe ainsi de 4 672 habitants en 1935 à 6 654 en 1953, et Futuna de 1 870 à 2 853 résidents durant la même période. Plusieurs facteurs expliquent cette évolution, dont surtout l'amélioration des conditions de soins et de lutte contre les épidémies depuis l'arrivée du premier médecin à poste fixe à Wallis en 1905, ainsi que l'installation en 1942 d'une base américaine qui permet la prise de contact avec la modernité qui remet en question la société traditionnelle, la création de dizaines d'emplois salariés et la distribution massive de médicaments, de nourriture et d’habits à l'origine d'une véritable euphorie sociale.
Mais le caractère exigu des deux îles habitées (77,9 km2 pour Uvéa et 46,28 km2 pour Futuna, la population se concentrant de plus presque exclusivement sur le cordon littoral) et leur isolement associés à cet essor démographique créent bientôt un sentiment de trop-plein. De plus, il existe un manque d'offre d'emploi à la suite du départ des troupes américaines et en l'absence de ressources économiques importantes à exploiter. En effet, la production de coprah, qui a longtemps fait figure de seule valeur à l'exportation, avec entre 500 et 700 tonnes en moyenne annuelle, est ruinée par l'invasion de l'oryctes, ou rhinocéros du cocotier, venu des Samoa à partir de 1932. L'administration, après avoir tenté de développer, sans succès, d'autres cultures (notamment le ricin entre 1932 et 1938), va favoriser finalement les migrations vers les autres territoires français du Pacifique, surtout les Nouvelles-Hébrides (actuel Vanuatu) et la Nouvelle-Calédonie.

#### Causes externes
La Nouvelle-Calédonie est la seule colonie française d'Océanie à connaître, et ce dès la fin du XIXe siècle, une activité minière et industrielle à travers l'exploitation du nickel. De plus, sa surface agricole utile importante permet le développement de cultures qui connaissent un essor plus ou mois important au fil du temps, dont tout particulièrement celle du café. La baisse de la population autochtone (les Kanak) et surtout leur mise à l'écart de par le code de l'indigénat, nécessite de faire venir des mains-d'œuvre autres que les seuls colons d'origine européenne. Pendant la première moitié du XXe siècle, la Nouvelle-Calédonie fait surtout venir des travailleurs asiatiques (Indonésiens, Indochinois, Japonais). Mais la Seconde Guerre mondiale (pendant laquelle un mouvement de déportation vers l'Australie ou d'expulsion des Japonais est mené par l'armée américaine) puis la décolonisation (indépendance et la révolution nationale en Indonésie de 1945 à 1949, la guerre d'Indochine de 1946 à 1954) aboutissent à un retour de ces populations dans leurs pays d'origine.
Or, la Nouvelle-Calédonie entre dans une phase d'essor économique qui culmine avec le « Boom du Nickel » des années 1960 et 1970 : portés par la production minière, les grands chantiers se multiplient (construction du barrage de Yaté en 1959, développement urbain de Nouméa avec remblais, immeubles, grands ensembles et infrastructures sportives des Jeux du Pacifique de 1966). L'indépendance des Nouvelles-Hébrides, devenues Vanuatu, en 1980, enlève aux migrants wallisiens et futuniens leur autre destination privilégiée.

### Phases de migrations
Les géographes, sociologues et ethnologues s'accordent pour dire que l'un des principaux traits des migrations wallisiennes et futuniennes en Nouvelle-Calédonie sont leur but d'une installation durable. Ainsi, Jean-Louis Rallu parle d'« une migration de couples qui se seraient installés durablement ». De plus, s'y ajoute une forte natalité dans ces familles arrivantes : l'indice de fécondité est à 9,89 enfants par femme pour la période 1965-1967, à 8,98 pour 1972-1974 et à 6,88 pour 1975-1978 (étant plus important que celui de Wallis-et-Futuna qui est successivement à 5,82 pour 1972-1974 et 6,12 pour 1975-1978) et le taux de natalité est de 70 ‰ de 1963 à 1967 et de 45 ‰ de 1975 à 1977. En 1978, 63,08 % des ménages wallisiens et futuniens ont trois enfants ou plus (et 39,81 % 5 enfants au moins). D'où un sentiment de vide de l'archipel de Wallis-et-Futuna (qui passe de 9 507 habitants en 1953 à 8 446 en 1969) au profit de la communauté de Nouvelle-Calédonie (de seulement 900 individus environ en 1956, elle atteint 6 200 personnes en 1969) jusqu'au début des années 1970. Par la suite, l'immigration s'essouffle mais l'essor démographique de la population wallisienne et futunienne en Nouvelle-Calédonie continue à augmenter grâce à la seule natalité. Les Wallisiens et Futuniens de Nouvelle-Calédonie dépassent en nombre ceux de Wallis-et-Futuna au cours des années 1980, avec respectivement 12 174 et 12 249 personnes en 1983 puis 14 186 en 1989 en Nouvelle-Calédonie et 13 705 à Wallis-et-Futuna en 1990,.

#### Premiers départs (1947-1969)
Les premiers départs de migrants de Wallis-et-Futuna eurent lieu en 1947, avec 109 personnes. Ils sont recrutés par les établissements Ballande. Mais il ne s'agit pas d'une émigration de long terme (beaucoup d'engagés militaires et des matelots), et est assez irrégulière dans les années qui suivent, retombant à 14 personnes en 1948 pour remonter à 131 en 1949 et de nouveau chuter à 25 en 1950. Ainsi, sur 279 départs enregistrés entre 1947 et 1950, il y a 180 retours. Ceci s'explique par une certaine réticence des autorités religieuses et coutumières de voir partir une partie de leurs fidèles et administrés. Le Lavelua (roi d'Uvéa) Pelenato Fuluhea fixe en 1947 trois conditions à ce départ de travailleurs dans une lettre adressée au gouverneur de la Nouvelle-Calédonie Georges Parisot : l’envoi par chaque employeur d’une prime de 250 francs à titre de « récompense pour roi et chefs » pour chaque employé ; la constitution à Nouméa d’un pécule de 200 F CFP par mois, retenu sur le salaire de chaque employé et versé en fin de contrat ; les contrats ne pourraient excéder trois ans pour chaque employé. Il demande également que l'organisation coutumière d'Uvéa soit transposée en Nouvelle-Calédonie (ce qui sera fait à partir de 1967). Le vicaire apostolique Alexandre Poncet pour sa part s’assure que toutes les mesures d’accueil nécessaires seront prises, que les personnes employées seront respectées et qu'elles soient prises en charge par la communauté catholique de Nouvelle-Calédonie.
Mais le développement économique connu en Nouvelle-Calédonie permet de rompre ces premières réticences, les migrations devenant un phénomène véritablement soutenu et durable à partir de 1951. Pendant quatre ans, elles augmentent de manière progressive (800 départs entre 1951 et 1955 puis 1 916 de 1956 à 1960 et 1 079 sur deux ans en 1961 et 1962). D'un autre côté, la part des retours à Wallis-et-Futuna diminue comparativement aux départs, montrant une amélioration des conditions de vie et d'intégration des migrants dans leur nouvel environnement. La balance migratoire (départs moins retours) passe ainsi de + 99 personnes seulement entre 1947 et 1950 à + 473 pour la période 1951-1955, + 1 004 de 1956 à 1960 et + 422 entre 1961 et 1962. Ce solde retombe légèrement entre 1963 et 1968 (à + 950), du fait notamment d'une légère crise minière que connaît alors la Nouvelle-Calédonie, pour mieux remonter de plus belle par la suite.
Ces premiers départ ont plus concerné Wallis (le taux de migration, soit la proportion des expatriés par rapport à la population recensée en 1960, est de 33 %) - et en son sein les districts de Hahake (38 %) et de Hihifo (35 %) plutôt que celui de Mu'a (28 %) - que Futuna (ce taux étant de 18 % en 1960) - mais tout de même 25 % pour le royaume de Sigave et seulement 13 % pour celui d'Alo. Il s'agit de plus surtout de célibataires : seulement 27 % des migrants avant 1960 se sont mariés au préalable à Wallis-et-Futuna, ils sont ensuite 33 % dans ce cas pour ceux arrivés entre 1960 et 1970.
Par conséquent, la population de Wallis-et-Futuna chute durant cette période. À Wallis, elle passe de 6 654 personnes en 1953 à 5 538 en 1960 et 5 673 en 1963. À Futuna, le nombre d'habitants est de 2 853 en 1953, de 2 775 en 1960 et de 2 689 en 1969. En parallèle, les Wallisiens et Futuniens installés en Nouvelle-Calédonie passent de 900 individus en 1956 (1,3 % seulement de la population totale) à 2 500 en 1963 (2,89 %) et 6 200 en 1969 (6,16 %, il s'agit désormais de la troisième communauté de ce Territoire).

#### Essor du «boom du nickel» (1969-1973)
Pendant cette période, la balance migratoire de Wallis-et-Futuna est de + 1 312 individus (+ 262,4 par an en moyenne). Il s'agit également plus de couples mariés : alors que la proportion de migrants mariés à Wallis-et-Futuna était de 33 % pour ceux arrivés dans les années 1960, ce chiffre est porté à 43 % pour ceux venus entre 1971 et 1977.
Finalement, les chiffres de l'INSEE pour 1976, cités par Jean-Louis Rallu[source insuffisante], montrent que 77,5 % des hommes nés à Wallis-et-Futuna entre 1932 et 1936 ont migré à un moment de leur vie en Nouvelle-Calédonie et que 65 % y étaient encore présents en 1976. Pour la génération de 1937-1942, cette proportion est de 75 %. Le nombre des Wallisiens et Futuniens en Nouvelle-Calédonie passe de 6 200 en 1969 à 9 571 en 1976 (7,18 % de la population totale).

#### Essoufflement (après 1973)
Par la suite, l'immigration des Wallisiens et Futuniens diminue fortement. En effet, les retours à Wallis-et-Futuna dépassent désormais les départs, avec une balance migratoire de - 589 entre 1973 et 1977 qui se stabilise à - 78 entre 1978 et 1982. Ceci s'explique par la fin de l'essor économique de la Nouvelle-Calédonie du fait de la baisse des cours du nickel et du premier choc pétrolier de 1973. S'y ajoutent l'instabilité politique et des tensions croissantes entre les communautés, qui culminent durant la période des Évènements de 1984 à 1988 avec des affrontements violents entre partisans et opposants de l'indépendance. En 1978, 11 % des chefs de famille sont nés en Nouvelle-Calédonie (et surtout 67 % des moins de 20 ans et 52 % de ceux ayant 20 à 30 ans, mais aucun de ceux plus âgés).
Par conséquent, la population wallisienne et futunienne, qui n'est plus portée désormais que par son accroissement naturel (qui reste fort), croît moins rapidement qu'avant, passant de 9 571 personnes en 1976 à 12 174 (8,4 % de la population totale) en 1983 (croissance de 27 % sur 7 ans), à 14 186 (8,6 %) en 1989 (+ 16,5 % en 6 ans) et à 17 763 (9 %) en 1996 (+ 25 % en 7 ans).
En 2019, 22 500 personnes vivant en Nouvelle-Calédonie se déclarent Wallisiens ou Futuniens, auxquels s'ajoutent 7 000 Wallisiens et Futuniens métissés : au total, 10,9 % de la population néocalédonienne est originaire de Wallis-et-Futuna. Néanmoins, seulement « 2,5% des habitants recensés en Nouvelle-Calédonie sont nés à Wallis et Futuna » (et à peine plus du quart, ou 25,88 %, pour ceux s'étant déclarés comme Wallisiens ou Futuniens).

## Données démographiques

### Population jeune

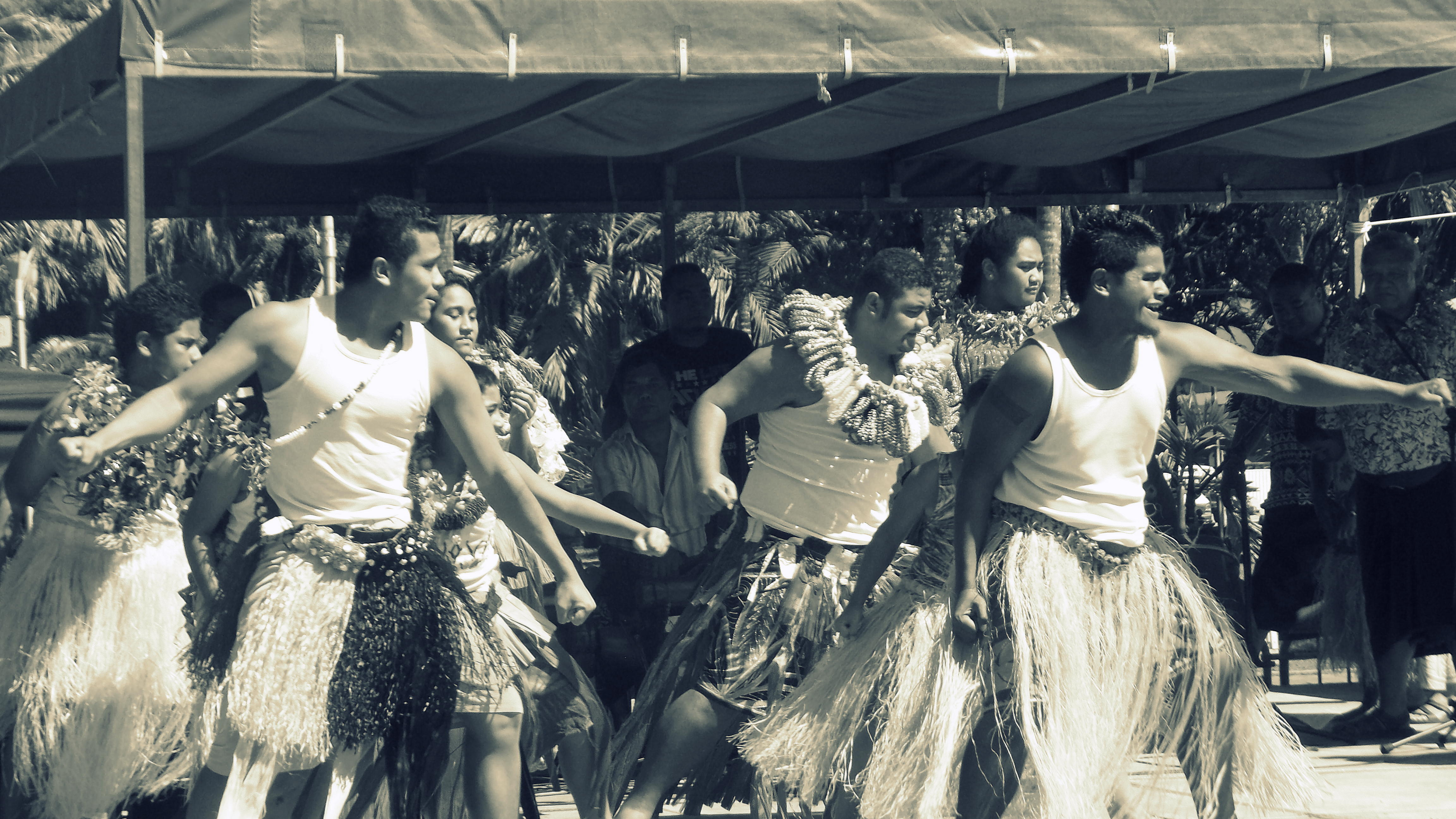
Danse traditionnelle effectuée par de jeunes Wallisiens et Futuniens à Nouméa en 2016.

Les Wallisiens et Futuniens constituent une population très jeune. Les moins de 20 ans représentent en 2019 un peu moins du tiers (31,14 %, contre 37,22 % dix ans auparavant) de l'ensemble de la communauté, soit une proportion légèrement plus faible que chez les Kanak (32,41 %) et contre seulement un cinquième (21,9 %) chez les Européens. 47 % d'entre eux (53,78 % en 2009) ont moins de 30 ans (48,97 % chez les Kanak et 31,08 % chez les Européens). Et ils sont 8,05 % (seulement 5,5 % en 2009) à avoir plus de 65 ans (contre 7,28 % des Kanak et 15,69 % des Européens).
| Hommes | Classe d’âge | Femmes |
| ------ | ------------ | ------ |
| 1,19   | 80 et plus   | 1,86   |
| 3,49   | 70-79        | 4,26   |
| 5,36   | 60-69        | 6,48   |
| 12,08  | 50-59        | 11,55  |
| 15,06  | 40-49        | 16,05  |
| 14,54  | 30-39        | 14,03  |
| 15,87  | 20-29        | 15,85  |
| 17,59  | 10-19        | 15,9   |
| 14,8   | 0-9          | 14,02  |

### Population urbaine

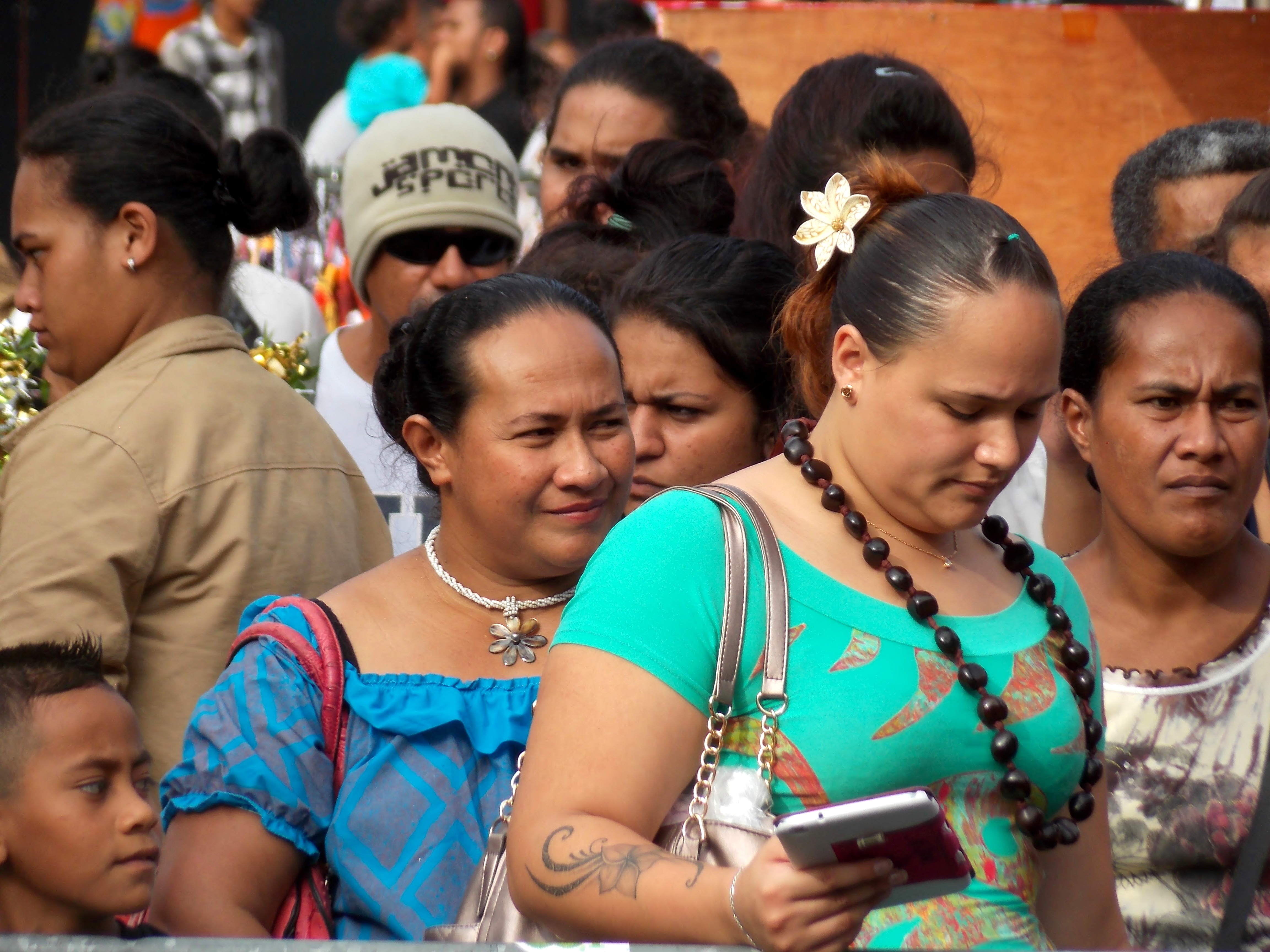
Des Wallisiens et Futuniens à Nouméa, 2017.

Les Wallisiens et Futuniens sont surtout présents en Province Sud. Ainsi, ils n'étaient en 2019 que 524 dans le Nord (336 en 2009), soit seulement (1,05 % de la population de cette province (en légère augmentation par rapport des 0,74 % de dix ans plus tôt) ainsi que 2,33 % de l'ensemble des Wallisiens et Futuniens de l'archipel (1,58 % en 2009), et plus que 14 dans les Îles Loyauté (soit presque deux fois moins que les 25 recensés en 2009), ce qui représentait 0,08 % des habitants de la province (contre 0,14 % en 2009) et 0,06 % de la communauté (0,12 % en 2009). Avec 21 982 individus dans le Sud (20 901 en 2009), ils représentent 10,82 % de la population de cette province (11,42 % en 2009).
Plus particulièrement, c'est dans le Grand Nouméa que se retrouvent la grande majorité des Wallisiens et Futuniens, étant très présents dans les trois communes de banlieue (Mont-Dore, Dumbéa et Païta). En 2019, 21 255 résidaient dans l'agglomération du chef-lieu, soit 11,66 % (20 117 personnes, 12,29 % de la population grand nouméenne et 94,61 % du total de la communauté en 2009). Parmi eux :
- 30,78 % à Dumbéa, soit 6 542 résidents (23,65 % et 4 758 en 2009), ils représentaient la deuxième communauté (derrière les Européens et devant les Kanak) en 1996 (21,5 % de la population communale à cette époque)[11] mais sont revenus à la troisième place en 2009 avec 19,74 % des Dumbéens et en 2019 avec 18,24 % des résidents,
- 27,07 % habitaient Nouméa, soit 5 753 personnes (une proportion en baisse puisque cela représentait 37,15 % des Wallisiens et Futuniens du Grand Nouméa, 7 473 personnes et 7,66 % des Nouméens en 2009),
- 22,92 % à Païta, c'est-à-dire 4 872 habitants (contre 19,05 % pour 3 833 personnes en 2009), toujours la deuxième communauté en étant devancé de peu par les Européens avec 29,2 % contre 32,4 % en 1996[12] et 23,43 % contre 26,05 % en 2009, puis par les Kanak avec 19,83 % contre 22,31 % en 2019,
- 19,23 % au Mont-Dore, soit 4 088 individus (20,15 % et 4 053 en 2009), ils représentaient la deuxième communauté (derrière les Européens mais devant les Kanak) en 1996 (20,9 % des Mont-doriens à l'époque)[13], étaient légèrement moins nombreux que les Mélanésiens en 2009 avec 15,78 % des habitants de la commune mais se retrouvent davantage distancés (ainsi que dépassés par les métis) en 2019 avec 14,8 % des habitants.

En dehors du Grand Nouméa, les Wallisiens et Futuniens se retrouvent surtout dans la zone urbaine en construction de VKP, autour du développement de l'usine du Nord (Nord et côte ouest, 240 Wallisiens et Futuniens soit 1,75 % des habitants de la conurbation en 2019), dans les villages miniers de Népoui à Poya (Nord et côte ouest, 112 personnes et 4,23 % de la population communale en 2009 puis 141 individus pour 5,03 % des résidents en 2019) et de Thio (Sud et côte est, 161 individus et 6,12 % des résidents de la commune en 2009 mais plus que 96 pour 3,8 % des habitants dix ans plus tard), ainsi que dans les quatre communes de la côte ouest de la Province Sud ayant une forte production agricole hors élevage et culture vivrière, à savoir La Foa (404 personnes, soit 12,16 % de la population de la commune en 2009, puis 379 habitants et 10,67 % en 2019), Bourail (81 individus pour 1,62 % des Bouraillais en 2009, montant à 122 personnes soit 2,21 % des habitants de la commune en 2019), Boulouparis (75 résidents et 3,1 % de la population en 2009, respectivement 74 et 2,23 % en 2019) et Farino (36 habitants pour 6,02 % des personnes vivant dans cette commune en 2009, respectivement 35 et 4,92 % en 2019).

## Relations avec les autres communautés
L'arrivée des Wallisiens et Futuniens en Nouvelle-Calédonie et leur développement démographique rapide lié à une forte natalité ont entraîné une certaine méfiance de la part des autres communautés présentes de façon plus ancienne. Notamment avec les Mélanésiens, l'immigration en provenance de Wallis-et-Futuna coïncidant avec la naissance de la pensée identitaire et nationaliste kanak. Les indépendantistes kanaks reprochent surtout à la migration wallisienne et futunienne d'être un outil pour les autorités de l'État pour les maintenir en minorité. Cette animosité, Gabriel Païta, un des dirigeants de l'Union calédonienne (UC) et du Front indépendantiste à la fin des années 1970 et au début des années 1980, l'exprime dans son livre d'entretien avec Jérôme Cazaumayou Témoignage kanak, déclarant : « Et puis, un jour, à Mata-Utu, où je m'étais rendu en 1995, j'ai tout de même rappelé aux Wallisiens que c'était à cause d'eux que les Kanak avaient perdu la majorité électorale au cours des années soixante-dix. Leur arrivée en Nouvelle-Calédonie y avait modifié la donne politique. [...] Avec les "Chinois", ce n'était pas pareil. Venus très tôt dans ce pays, ils avaient participé à sa construction. [...] Nous n'entretenions pas de mauvaises relations avec eux, et nous perdîmes même de nombreux copains quand ils furent rapatriés chez eux au début des années soixante. [...] À nos yeux, ils constituèrent l'antithèse des Wallisiens, car ils contribuèrent très tôt à la mise en valeur du territoire ».
Il s'ensuit plusieurs conflits, les Wallisiens et Futuniens agissant aux côtés des « Caldoches loyalistes » du Rassemblement pour la Calédonie dans la République (RPCR) contre les indépendantistes kanak du Front de libération nationale kanak et socialiste (FLNKS) pendant la période des Évènements (notamment durant l'épisode de l'occupation de Thio par le comité de lutte d'Éloi Machoro en 1984 et 1985. Plus récemment, ils se sont violemment affrontés à Saint-Louis, tribu de la commune du Mont-Dore au sud de Nouméa, entre 2001 et 2004 : les Kanaks de la tribu n'acceptent plus l'installation sur les terres revendiquées par les autorités coutumières d'une communauté wallisienne et futunienne, dans un lotissement baptisé Ave Maria, à quoi s'ajoutent des rivalités entre clans mélanésiens. Des logements de l'Ave Maria sont incendiées en décembre 2001, puis des tireurs embusqués tirent sur des habitations de Polynésiens ou sur des véhicules, cinq personnes trouvent la mort entre le début de l'année 2002 et septembre 2003 et plusieurs personnes grièvement blessées dont le commandant de gendarmerie qui reçoit une balle de fusil de chasse dans le dos. On parle alors d'un nouvel « Ouvéa », en référence à la prise d'otages de 1988. Le député Jacques Lafleur, président du RPCR et homme fort de la Nouvelle-Calédonie, bien que le maintien de l'ordre public relève de la compétence de l'État, intervient personnellement pour que la situation se calme: « Nous ne revivrons pas ce que nous avons connu par le passé et cette fois-ci nous prendrons les devant ». Il est alors à l'origine de la proposition des délais progressifs de retrait des familles wallisiennes et futuniennes du lotissement de l'Ave Maria. De son côté, le grand chef de Saint-Louis et ancien président du FLNKS Rock Wamytan propose une solution purement coutumière, et la rétrocession sans condition des 490 hectares de terres coutumières revendiquées à la tribu. Déclarant sinon que : « les conflits ethniques à Saint-Louis et les dérives des mouvements de grève à la SMSP participent, avec les turbulences organisées au sein de la mouvance indépendantiste, de cette stratégie de manipulation propre aux États coloniaux », il accuse l'État français d'être à l'origine de la crise dans le but de déstabiliser le FLNKS. Finalement, si un accord est signé le 7 novembre 2002, prévoyant l'évacuation des populations de l'Ave Maria et la rétrocession des terres aux Mélanésiens, les violences continuent tout au long de l'année 2003. Le nombre d'habitants wallisiens et futuniens du lotissement passe d'environ un millier et 171 familles à la fin 2001 à seulement une cinquantaine de foyers et donc 300 personnes en juin 2003. Quoi qu'il en soit, la communauté se montre soudée, notamment à travers le comité de soutien à la libération de Laurent Vili, un Wallisien de l'Ave Maria accusé d'être l'assassin du Kanak Jean-Marie Goyeta mais qui a toujours clamé son innocence et est devenu le symbole de la communauté polynésienne de Saint-Louis (Laurent Vili a totalement été blanchi aujourd'hui de toute responsabilité dans la mort de Jean-Marie Goyeta).
La relation entre ces deux communautés s'est néanmoins normalisée au fil du temps. En témoigne la formation par des Wallisiens et Futuniens en 1989 du parti Union océanienne (UO) afin de rapprocher Polynésiens et Mélanésiens au nom d'une solidarité océanienne : ce mouvement obtient 2 429 voix (6,2 % des suffrages exprimés) et 2 élus sur 32 dans le Sud à l'occasion des élections provinciales du 11 juin 1989. Et une dissidence de ce dernier parti en 1992 a abouti à la création en 1994 du Rassemblement démocratique océanien (RDO) qui rassemble les Wallisiens et Futuniens indépendantistes et a intégré le FLNKS en 1996. Enfin, L'Éveil océanien, parti communautaire non-indépendantiste mais élu avec un programme similaire à celui de l'Union océanienne de 1989, forme une « majorité océanienne » avec les partis indépendantistes kanak au Congrès depuis 2019 et au gouvernement depuis 2021.

## Organisation sociale et culture
Les Wallisiens et Futuniens perpétuent en Nouvelle-Calédonie l'organisation sociale et culturelle de leur archipel d'origine.

### Autorités coutumières

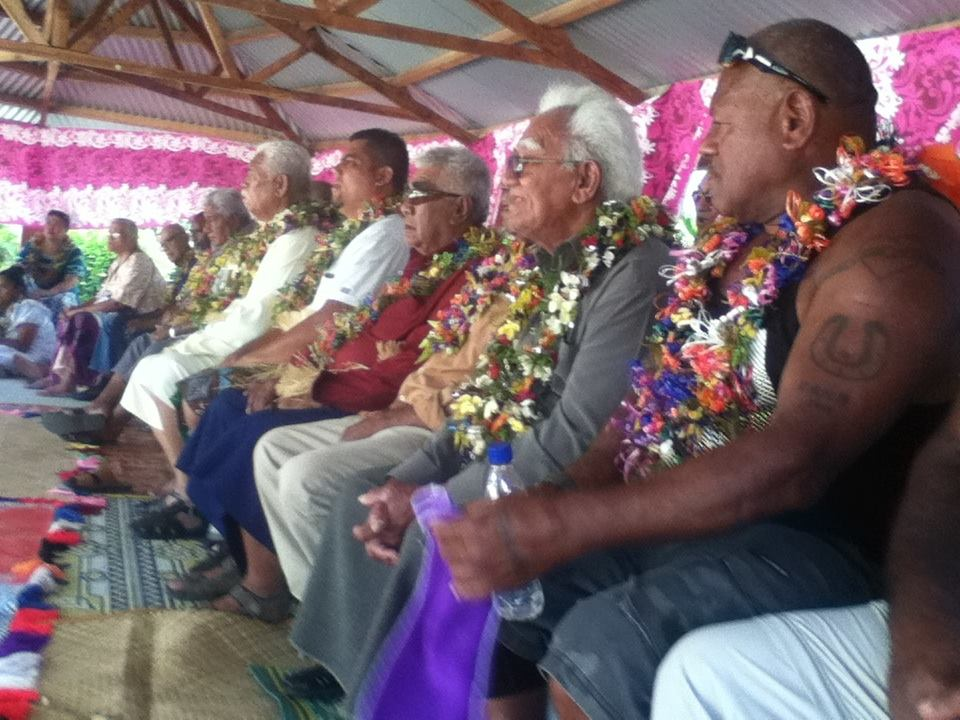
Rencontres culturelles au centre culturel Kaimolo des ressortissants de Hihifo en Nouvelle-Calédonie en 2016.

Les Wallisiens de Nouvelle-Calédonie sont regroupés selon les trois districts du royaume d'Uvéa et les Futuniens selon les deux royaumes d'Alo ou Sigave auxquels leurs familles et leurs clans appartiennent. Il ne s'agit donc pas d'une réalité géographique ayant une assise foncière mais d'une réalité humaine. Chacun des districts d'Uvéa est dirigé et représenté auprès des autres autorités coutumières (Kanak) par deux pelēsitā (président, nom donné à Wallis pour les désigner) ou faipule (grand chef), reconnus par le faipule correspondant à Wallis dont ils sont également le faka fofoga (représentant, interprète de la parole). Chaque faipule est élu par les ressortissants de son district en Nouvelle-Calédonie. Cette structure sociale est due à l'œuvre du père Sagato Iau, représentant du Lavelua en Nouvelle-Calédonie et aumônier de la communauté wallisienne et futunienne en Nouvelle-Calédonie de 1967 à 2005, qui intronise ces chefs locaux. De même, les royaumes d'Alo et Sigave à Futuna ont chacun un ou deux représentants en Nouvelle-Calédonie, désignés par les Futuniens de ce dernier territoire.
Les faipule ou représentants de royaume de Nouvelle-Calédonie au 3 mars 2011 sont : 
- faipule/pelēsitā/faka fofoga o te faipule de Hahake : Paulo Ta'ofifenua (depuis 2003, ancien président de l'association du foyer wallisien et futunien) - Alefosio Manuopuava (depuis 2003, membre de Calédonie ensemble)
- faipule/pelēsitā/faka fofoga o te faipule de Hihifo : Atonio Ta'ofifenua (depuis 2019,  président de l'association du Foyer wallisien et futunien, proche de L'Avenir en confiance)
- faipule/pelēsitā/faka fofoga o te faipule de Mu'a : Elia Manuopuava (membre du RDO puis de Calédonie ensemble, candidat aux élections municipales de 2008 à Païta) - Topie Polelei (membre de L'Avenir en confiance puis du parti Les Républicains calédoniens, ancien conseiller municipal de Païta de 2008 à 2014)
- représentant (faka fofoga) du Tuiagaifo (roi d'Alo), aussi appelé pelēsitā (président) : Tateo Katoa (depuis 2017, membre de Calédonie ensemble)
- représentant (faka fofoga) du Tuisigave (roi de Sigave), aussi appelé pelēsitā (président) : Alenato Pa’agalua-Kaikilekofe (depuis 2007, membre du Rassemblement) - Leone Saliga (membre de Calédonie ensemble puis du Rassemblement)

S'y ajoute en parallèle une autre organisation, pleinement géographique. Dans les communes à fortes populations de Wallisiens et Futuniens (Nouméa, Mont-Dore, Dumbéa, Païta), ceux-ci se répartissent en kalasi (parties d'un village). Ils se réunissent très souvent pour des fono (assemblées d'hommes). Un Fale fono (salle de réunion traditionnelle) a été construit à Païta en 1999, financé par la mairie. À la tête de chacune de ces kalasi se trouve un représentant. Et l'ensemble des kalasi d'une commune élisent à leur tête un pule (chef), chargé de rester en contact avec le maire de la ville et avec les représentants du gouvernement et des organisations locales.
Les Wallisiens et Futuniens sont longtemps restés liés au fenua (la « mère patrie ») par le biais notamment de l'envoi d'argent aux membres de la famille restés à Wallis-et-Futuna ou de la fatogia (tributs) due aux chefs. Ces pratiques ont tendance néanmoins à s'estomper, à l'exception de l'envoi de fonds pour l'entretien des lieux de culte.

### Religion
La population wallisienne et futunienne est essentiellement catholique, et reste très liée à l'Église qui joue un rôle très important dans son organisation sociale. La communauté est notamment très présente dans le Tiers-Ordre de Marie qu'elle a contribué à recréer en Nouvelle-Calédonie,. Ils envoient également régulièrement de l'argent pour la construction ou la réfection d'une église à Wallis-et-Futuna.
La communauté dispose d'une aumônerie, construite en 1977 dans le quartier de Magenta à Nouméa, à côté du foyer Wallisien et Futunien. De 1967 à 2005, l'aumônier était Sagato Iau, également représentant du Lavelua en Nouvelle-Calédonie et figure morale importante pour les personnes originaires de Wallis-et-Futuna en Nouvelle-Calédonie.
Le culte de dulie de saint Pierre Chanel, missionnaire à Futuna et premier martyr d'Océanie en 1841, est particulièrement important parmi les Wallisiens et Futuniens de Nouvelle-Calédonie. Ceux-ci ont financé l'édification entre 1989 et 1991 de la chapelle St-Pierre-Chanel de Dumbéa, reprenant les plans de la basilique de Poï à Futuna, lieu du martyr du saint et où ses reliques sont conservées. Le jour de commémoration de ce saint, le 28 avril, férié à Wallis-et-Futuna, est toujours l'occasion d'une messe très attendue par les Wallisiens et Futuniens à la cathédrale Saint-Joseph de Nouméa, suivie d'un important kātoaga (grande fête traditionnelle où sont généralement tués et cuisinés de nombreux porcs) au foyer culturel de Magenta.

### Remise en question de la hiérarchie sociale
La société wallisienne et futunienne est très hiérarchisée, les clans se répartissant entre ceux des ‘aliki (nobles qui élisent ou destituent les rois) et les tu‘a. Or, Dominique Pechberty remarque que ces repères traditionnels, et les notions de respect et de politesse dus au rang, se perdent au sein de la communauté de Nouvelle-Calédonie, notamment chez les jeunes générations. En effet, l'absence de la dimension foncière primordiale dans l'organisation sociale de Wallis-et-Futuna enlève tout aspect pratique à cette différenciation sociale, tandis que la réussite économique selon un modèle plus occidental revêt une importance de plus en plus marquée.
Dominique Pechberty note ainsi : « Les nouvelles générations sont pour la plupart ignorantes des règles de politesse et de préséance entre ‘aliki. Tout se passe comme si l’importance du rang ‘aliki et des hologa passait au second plan du fait que les Uvéens évoluent en Nouvelle-Calédonie dans une société de type occidental où les valeurs traditionnelles disparaissent au profit de l’argent et de la réussite sociale. Les critères de distinction n’ont plus lieu qu’à l’occasion des cérémonies dirigées par les plus anciens. C’est en ces occasions de confrontation (réunion de famille, réunions avec des membres de la chefferie, etc.) que la recherche identitaire peut s’exercer. On observe une sorte d’inversion du statut des tu‘a (gens du peuple) qui prennent leur revanche sur les ‘aliki. Ils s’imposent par leurs salaires. Ils disposent de voitures, de terrains. Le fait d’être ‘aliki en terre étrangère n’apporte rien de plus ».

### Culture

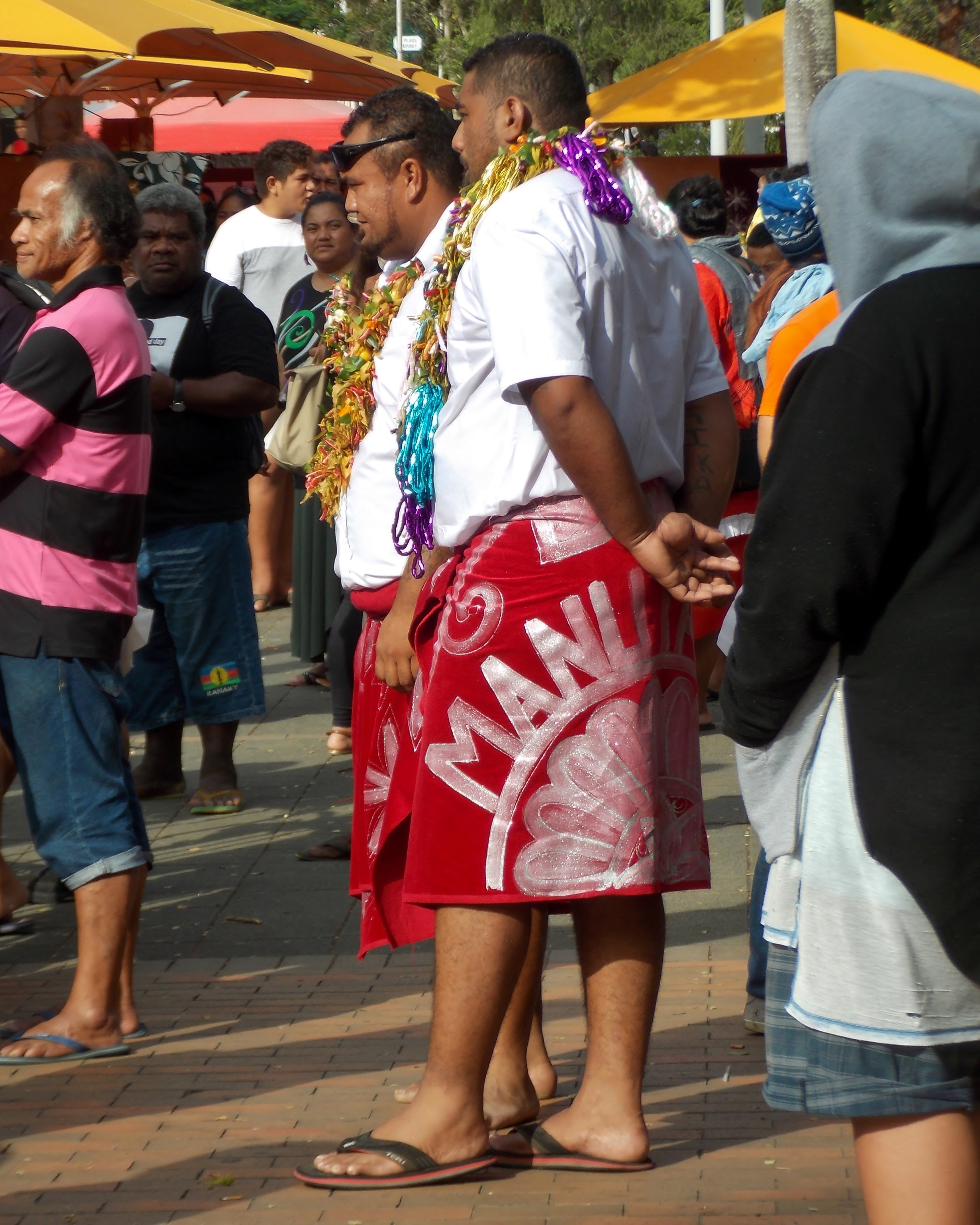
Deux Wallisiens et Futuniens de Nouvelle-Calédonie, portant un manou (paréo) rouge et blanc.

L'adaptation de la culture wallisienne et futunienne à un environnement différent, plus urbain, a entraîné une perte des pratiques traditionnelles. Seules quelques familles continuent à pratiquer l'échange des fagona (cadeaux) et à organiser de petits kātoaga (fêtes) pour les communions, les mariages ou les décès par exemple. De plus, Dominique Pechberty parle d'« une folklorisation de la "coutume" (danses, cérémonie du kava) ». La maîtrise des langues maternelles, le wallisien et le futunien, s'est également estompée chez les personnes de deuxième génération, les parents ayant favorisé à la place l'apprentissage du français, qu'eux-mêmes parlaient mal à l'origine, afin d'entraîner leur réussite scolaire et finalement sociale. Le métissage et un phénomène d'acculturation/inculturation font que les jeunes Wallisiens et Futuniens mélangent souvent des influences culturelles diverses.

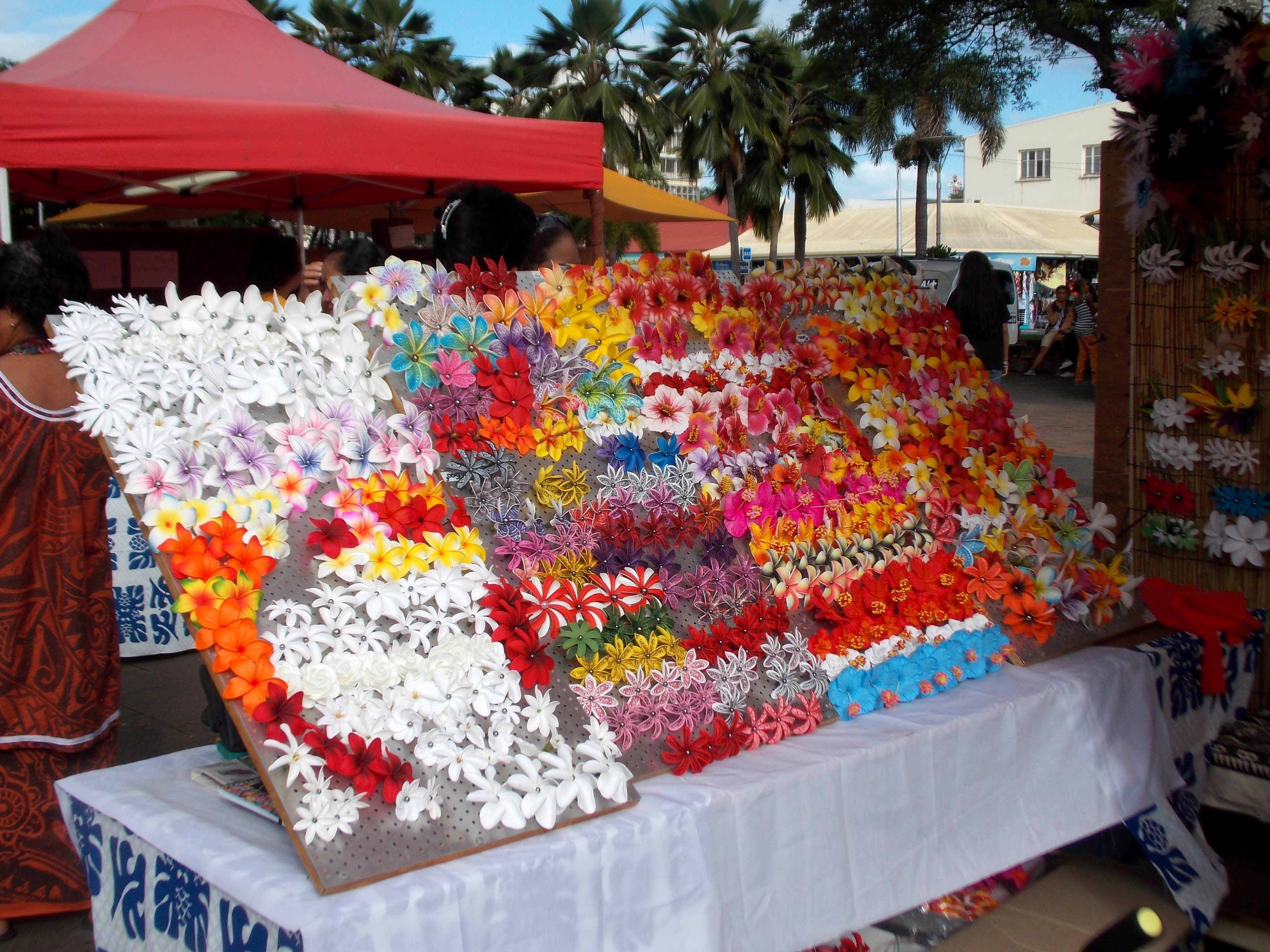
Bijoux de Wallis-et-Futuna vendus aux "jeudis du Centre Ville" de Nouméa.

Pour autant, les plus anciens ou ceux attachés à la préservation de leur culture d'origines ont constitué un ensemble d'associations. Les plus importantes sont celles du foyer wallisien et futunien basé dans le quartier de Magenta à Nouméa, celle du Falé fono de Païta, ou celle Tāvaka lanu'imoana (mémoires de voyages) qui s'attache à retracer l'histoire des migrations entre Wallis-et-Futuna et la Nouvelle-Calédonie à travers un ouvrage et une exposition documentaire au centre culturel Tjibaou. S'y ajoutent des associations plus localisées, dont le but est d’apprendre la langue et les coutumes, de lutter contre l’échec scolaire par des moyens de soutien et contre la délinquance et le mal vivre, d’aider à la recherche d’un emploi ou d’initier à la pratique de l’artisanat. C'est le cas notamment de l'Association de solidarité et d'action sociale de Païta (ASASP) pour les hommes, et de l'Association d’entraide sociale, culturelle et artisanale de Païta (AESCAP) pour les femmes.

## Politique

### Évolution des partis communautaires
Pendant longtemps, les Wallisiens et Futuniens ont fait partie pour l'essentiel de l'électorat du RPCR. Ce parti, avec ses prédécesseurs de l'Entente démocratique et sociale (EDS) et du Mouvement libéral calédonien (MLC), ont notamment permis à la communauté d'obtenir ses premiers élus au sein de l'assemblée délibérante locale : Petelo Manuofiua (EDS puis RPCR) en 1972, 1977 et 1979, Poï Joseph Halahigano (MLC) en 1972 puis Atélémo Taofifenua et Sosimo Malalua en 1984. La Fédération pour une nouvelle société calédonienne (FNSC), parti centriste, anti-indépendantiste et autonomiste fondé en 1979, comporte également à ses débuts une certaine assise dans le monde polynésien de Nouvelle-Calédonie, par le biais du Mouvement wallisien et futunien (MWF) créé en 1977 et qui a participé à la naissance de cette formation : celui-ci fait ainsi élire en 1979 Melito Finau.
Mais surtout, des organisations politiques se constituent bientôt pour défendre exclusivement les intérêts de la communauté wallisienne et futunienne et lui faire une place aux côtés des Caldoches et des Kanak. C'est surtout l'œuvre à partir de la fin des années 1960 de Kalépo Muliava, ancien condisciple du leader indépendantiste Jean-Marie Tjibaou au séminaire. Il crée tout d'abord le 23 juin 1973 un bimensuel (irrégulier à partir de juin 1974) en langue wallisienne et futunienne, Fetu‘u ‘aho (soit littéralement « l'étoile du matin »). Il est également à l'origine de petits partis politiques qui n'ont qu'une faible assise électorale face au RPCR : l'association « Coutume et progrès » à partir de 1969, transformée en 1979 en parti politique sous le nom d'Unité wallisienne et futunienne (UWF) qui est rebaptisé en 1982 en Uvéa mo Futuna (UMF) et réorganisé pour faire face à la montée de la revendication foncière kanak. Il obtient 464 voix (2,4 %) lors des élections municipales de 1983 à Nouméa, et 566 votes (1,4 %) dans la circonscription Sud aux élections territoriales de novembre 1984. La tentative d'autonomisation politique des Wallisiens et des Futuniens a donc échoué dans un premier temps sur le plan électoral, et l'expérience n'est pas renouvelée durant la période des Événements.
Muliava revient en force après la signature des accords de Matignon, qu'il soutient tout en défendant l'idée que les Wallisiens et Futuniens ont été délaissés par le RPCR. Il crée en mai 1989 l'Union océanienne (UO) qui, outre la défense identitaire des Wallisiens et Futuniens, se veut neutre sur la question de l'indépendance et un lien nouveau tissé avec les Kanak. Ce parti présente une liste, tirée par Muliava, aux élections provinciales du 11 juin 1989 dans la nouvelle Province Sud : elle obtient 6,2 % des suffrages et 2 des 32 sièges à pourvoir (Muliava et Aléfosio Lakina). Il y a ainsi à la suite de ce scrutin, et pour la première fois, trois membres de la communauté sur les 54 du Congrès du Territoire et les 32 de l'Assemblée de la Province Sud, les 2 de l'UO s'ajoutant au RPCR Atélémo Taofifenua.
Cet essor est toutefois de courte durée, puisque l'UO souffre du décès de sa figure tutélaire, Kalépo Muliava, en août 1989. Elle se scinde bientôt en deux factions : l'une, emmenée par le vice-président Aloïsio Sako secondé par Tino Manuohalalo, souhaite que le parti prenne clairement position en faveur de l'indépendance, tandis que l'autre, dirigée par le nouveau président du mouvement Mikaële Hema, désire conserver sa tradition de neutralité en la matière. La division est consommée en avril 1992, les deux camps revendiquant pendant un temps le nom et la légitimité de l'UO tandis que deux candidatures rivales sont présentées aux élections législatives de 1993 dans chacune des circonscriptions. Les pro-indépendantistes (Paulo Vakalepu dans la 1re et Aloïsio Sako dans la 2e) totalisent 1 255 voix, contre 943 aux tenants de la position centriste (Aléfosio Lakina dans la 1re, avec Mikaële Hema comme candidat suppléant, et Anthony Wendt dans la 2e),.
Le 12 février 1994, le groupe d'Aloïsio Sako fonde le Rassemblement démocratique océanien (RDO). Aukusitino Manuohalalo en devient le secrétaire général, et numéro deux. Pour les élections provinciales du 9 juillet 1995, ce nouveau mouvement s'associe au FLNKS tiré par l'UC en Province Sud. Tino Manuohalalo est ainsi en 3e place sur la liste menée par le grand-chef kanak de Saint-Louis et vice-président UC du Front indépendantiste, Rock Wamytan. Elle obtient 9,82 % des voix et 3 des 32 sièges à pourvoir au sein de l'Assemblée de Province : Tino Manuohalalo devient ainsi le premier élu du RDO au sein de cette institution et au Congrès du Territoire,. À côté de cela, deux listes strictement wallisiennes et futuniennes étaient présentes en Province Sud : l'UO de Mikaële Hema ne totalise que 857 (1,9 %) et celle « Objectif Pasifik'Avenir » de Sosefo Polelei, militant associatif en faveur de l'amélioration des conditions de vie, sociales et économiques des « squats » de Nouméa et opposant à la reprise des essais nucléaires français dans le Pacifique, ne réunit que 256 suffrages (0,57 %). Aucune de ces deux dernières formations n'obtient ainsi d'élus.
Le 12 janvier 1996, le RDO devient officiellement la quatrième composante du FLNKS désormais présidé (depuis décembre 1995) par Rock Wamytan, aux côtés de l'UC de François Burck, du Parti de libération kanak (Palika) de Paul Néaoutyine et de l'Union progressiste en Mélanésie (UPM) d'André Gopoea. L'UO tombe pour sa part en sommeil, et ce jusqu'en 2004. L'électorat wallisien et futunien anti-indépendantiste, qui reste majoritaire, revient ainsi presque entièrement au RPCR, même si de nouveaux partis loyalistes rivaux - surtout Une Nouvelle-Calédonie pour tous (UNCT) puis Alliance de Didier Leroux, puis l'Avenir ensemble après 2004 - lui disputent ses faveurs.
Aux élections provinciales du 9 mai 2004, le vote communautaire wallisien et futunien revient assez éclaté : outre le RDO toujours associé au FLNKS (avec pour la première fois une candidate dans la Province Nord, Angéla Manakofaiva, qui est élue), s'ajoutent trois autres listes qui n'ont aucun élu en Province Sud :
- Tino Manuohalalo, ancien membre du gouvernement qui a quitté le RDO en décembre 2002, fonde son propre parti, le Mouvement des citoyens calédoniens (MCC), le 12 avril 2003 : bien que ne se voulant pas « ethnique » et appelant à se concentrer sur la construction d'une « citoyenneté calédonienne », il est alors essentiellement composé par des membres de la communauté wallisienne et futunienne. Appelant à créer une troisième voie entre indépendance et maintien dans la République, il soutient l'idée d'une « large autonomie » dans laquelle les compétences rétrocédées par l’État seraient correctement assumées, et critique fortement le FLNKS qui, selon lui, « se bat pour que les Kanaks restent au centre du dispositif en restreignant au maximum la citoyenneté des autres », ainsi que le RDO, « totalement inféodé » au front indépendantiste selon lui[38]. Bien qu'initialement indépendantiste, devenu désormais autonomiste, et situé à la gauche de l'échiquier politique néo-calédonien, il se rapproche de la droite par son opposition au FLNKS et son engagement dans la crise de Saint-Louis. Il fait notamment partie du comité de soutien à la libération de Laurent Vili[20]. La liste que Manuohalalo monte en Province Sud obtient 1 140 voix (2,08 %).
- l'UO renaît de ses cendres à la fin novembre 2003, en vue des provinciales, afin de dénoncer le fait que les Polynésiens semblent être devenus les « moutons noirs » du Territoire, et avec comme proposition principale d'introduire une dose de discrimination positive dans les Provinces et au Congrès pour être mieux représentés dans les institutions[39]. Il met également l'accent dans son programme sur le développement du logement social, qu'il veut d'un « style océanien », de l'emploi, de la formation et de la culture océanienne[40]. La liste est tirée par une femme, Soana Simutoga, mais c'est encore une fois Mikaële Hema, présent en deuxième position, qui dirige le mouvement[41]. L'UO ne totalise que 749 votes (1,37 %).
- le Rassemblement océanien dans la Calédonie (ROC) fondé en janvier 2004 sur la base d'un discours plutôt radical visant à « sensibiliser sur les problèmes dont souffre la communauté wallisienne et futunienne » et sur « l’épuration ethnique de Saint-Louis ». Le ROC était initialement censé réfléchir à une alliance sur une liste loyaliste non-RPCR. Mais ce nouveau mouvement s'oriente petit à petit vers la constitution d'une nouvelle liste ethnique, provoquant le départ de certains de ses dirigeants, dont Jean-Baptiste Felomaki, pour le Front national (FN)[42]. Emmenée par Mikaële Tuifua, la liste du ROC défend un programme en 5 points[43] : augmenter la participation des Wallisiens et Futuniens à l'économie et aux décisions politiques ; l’accession de tous à la propriété, qu’elle soit rurale ou citadine, et s'oppose ainsi à l'évacuation de l'Ave Maria ; du travail pour tous ; une éducation scolaire d'excellence visant à atteindre des études supérieures ; un développement des bourses d'études[43]. Elle ne réunit que 430 suffrages (0,78 %).

Les trois petits partis communautaires de 2004 remarquent que leur division leur a peut-être coûté un siège (leurs scores cumulés représentent en effet 5,52 % des suffrages exprimés, soit près de la moitié de l'électorat wallisien et futunien). Par conséquent, ils tentent un rapprochement en 2005 à travers une structure dont le nom reprend leurs initiales : le MUR. Mais cette entente est de courte durée et, à l'approche du scrutin provincial suivant du 10 mai 2009, chacun d'entre eux reprend progressivement son indépendance. Le MCC de Tino Manuohalalo, désormais pleinement anti-indépendantiste, décide alors de s'allier au Rassemblement-UMP (nouveau nom depuis 2004 du RPCR) de Pierre Frogier, obtenant les 19e (Manuohalalo) et 32e positions (Sylviane Polutele) sur la liste en Province Sud. En contrepartie, il demande la remise à l'ordre du jour de l'accord passé en 2003 entre l'État, la Nouvelle-Calédonie et Wallis-et-Futuna pour le développement de cet archipel : « Ce document, qui était prévu par l'accord de Nouméa, n'a jamais été mis en œuvre. Nous proposons de le réactiver si le Rassemblement obtient la majorité aux provinciales », parce que selon lui il prévoit des « mesures nécessaires au développement économique, social et culturel de Wallis-et-Futuna ». De plus, il demande une reconnaissance des autorités coutumières wallisiennes et futuniennes en Nouvelle-Calédonie. Le ROC, rebaptisé ROC Plurielle en 2008, est le seul mouvement communautaire à partir seul avec désormais un programme de tendance sociale, défendant la notion de « destin commun » définie par l'Accord de Nouméa et dans lequel les Wallisiens et Futuniens doivent avoir toute leur part, et au rapprochement océanien entre Polynésiens et Mélanésiens, reprenant ainsi la position traditionnelle de l'UO qui n'est pas candidate cette fois-ci. La liste du ROC Plurielle arrive en dernière position avec seulement 443 votes (0,73 %), le vote wallisien et futunien s'étant de nouveau porté presque exclusivement sur les grandes formations (Rassemblement-UMP, L'Avenir ensemble et sa dissidence Calédonie ensemble et le FLNKS). Les élections provinciales du 11 mai 2014 confirment cette tendance de l'effacement des partis communautaires, puisque aucun d'entre eux n'est alors en lice seul, à l'exception du RDO qui, encore une fois, est intégré à une liste d'union indépendantiste dans le Sud emmenée par Rock Wamytan, pour un seul élu à l'assemblée provinciale (Aloïsio Sako) mais aucun au Congrès (où la communauté est représentée au travers de deux puis trois élus de Calédonie ensemble - Marie-Hyacintha Fiafialoto-Santino, Sutita Sio-Lagadec et Silipeleto Muliakaaka - et d'un élu du Mouvement populaire calédonien (MPC, parti né d'une dissidence du Rassemblement en 2013) - Gil Brial, arrière-petit-fils de l'ancienne Lavelua d'Uvea Aloïsia Brial et petit-neveu de l'ancien député gaulliste de Wallis-et-Futuna Benjamin Brial.
Le vote communautaire revient en force pour les élections provinciales du 11 mai 2019. En plus du RDO, qui retrouve son siège provincial pour Aloïsio Sako dans le Sud sur la liste FLNKS de Rock Wamytan, deux partis se lancent dans la campagne en Province Sud pour défendre les intérêts des Wallisiens et Futuniens dans une optique multiculturaliste et de justice sociale : le ROC Plurielle de Mikaele Tuifua et L'Éveil océanien du docteur en mathématiques et chef d'entreprise Milakulo Tukumuli. S'y ajoute « Destin commun calédonien » de Giovanni Talafili qui, s'il condamne la démarche communautaire comme étant « communautariste », comprend de nombreux Wallisiens et Futuniens et obtient le soutien du ROC Plurielle qui, en raison d'un vice de forme, n'a pas vu sa candidature validée. De plus, Calédonie ensemble fait une campagne active auprès de cette communauté, qui a fourni une partie de sa base électorale lors des deux précédents scrutins, en organisant un meeting au foyer wallisien de Nouméa le 27 avril 2019 et en mettant en avant l'avocate Magali Manuohalalo, fille du défunt Aukusitino Manuohalalo, en quatrième position de sa liste. L'Éveil océanien crée finalement la surprise, devenant la première formation communautaire à obtenir seule des élus au Congrès depuis 1989, avec 6 077 voix (8,56 % des suffrages exprimés), 4 sièges sur 40 à l'Assemblée provinciale dont 3 pour le Congrès.

### Historique des élus
- élections territoriales de 1972 - 2 élus sur 35 (5,71 %) : Petelo Manuofiua (EDS, Sud, entré à l'Assemblée territoriale en octobre 1972), Poï Joseph Halahigano (MLC, Sud, entré à l'Assemblée territoriale en octobre 1972)
- élections territoriales de 1977 - 1 élu sur 35 (2,86 %) : Petelo Manuofiua (RPCR, Sud)
- élections territoriales de 1979 - 2 élus sur 36 (5,56 %) : Petelo Manuofiua (RPCR puis indépendant à partir de 1982, Sud), Melito Finau (FNSC, Sud)
- élections territoriales de 1984 - 2 élus sur 42 (4,76 %) : Atélémo Taofifenua (RPCR, Sud), Sosimo Malalua (RPCR, Ouest)
- élections régionales de 1985 - 1 élu sur 46 (2,17 %) : Atélémo Taofifenua (RPCR, Sud), dont :
  - Conseil de la Région Sud - 1 élu sur 21 (4,76 %)
- élections régionales de 1988 - 2 élus sur 48 (4,17 %) : Atélémo Taofifenua (RPCR, Sud), Sosimo Malalua (RPCR, Ouest), dont :
  - Conseil de la Région Sud - 1 élu sur 21 (4,76 %)
  - Conseil de la Région Ouest - 1 élu sur 11 (8,26 %)
- élections provinciales de 1989 - 3 élus sur 54 (5,56 %) : Atélémo Taofifenua (RPCR, Sud), Kalépo Muliava (UO, Sud), Aléfosio Lakina (UO, Sud), dont :
  - Assemblée de la Province Sud - 3 élus sur 32 (9,38 %)
- élections provinciales de 1995 - 2 élus sur 54 (3,7 %) : Sosimo Malalua (RPCR, Sud), Aukusitino Manuohalalo (RDO, Sud), dont :
  - Assemblée de la Province Sud - 2 élus sur 32 (6,25 %)
- élections provinciales de 1999 - 2 élus sur 54 (3,7 %) : Sosimo Malalua (RPCR, Sud), Aloïsio Sako (FLNKS-RDO, Sud), dont :
  - Assemblée de la Province Sud - 2 élus sur 40 (5 %)
- élections provinciales de 2004 - 3 (5,56 %) puis 4 (7,41 %) puis 3 élus sur 54 (5,56 %) : Anne-Marie Siakinuu (Avenir ensemble puis Calédonie ensemble, Sud, démissionne en 2008), Petelo Tipotio (Avenir ensemble puis Calédonie ensemble, Sud, au Congrès à partir de 2007), Ana Logologofolau (Rassemblement-UMP, Sud), Angéla Manakofaiva (FLNKS-UNI-RDO, Nord), dont :
  - Assemblée de la Province Sud - 3 (7,5 %) puis 4 (10 %) puis 3 élus sur 40 (7,5 %) : Anne-Marie Siakinuu (Avenir ensemble puis Calédonie ensemble, démissionne en 2008), Petelo Tipotio (Avenir ensemble puis Calédonie ensemble), Ana Logologofolau (Rassemblement-UMP), Corinne Fuluhea (Rassemblement-UMP, entre à l'Assemblée provinciale en juin 2004)
  - Assemblée de la Province Nord - 1 élue sur 22 (4,54 %)
- élections provinciales de 2009 - 3 élus sur 54 (5,56 %) : Silipeleto Muliakaaka (Rassemblement-UMP puis DVD puis Calédonie ensemble, Sud), Sutita Sio-Lagadec (Calédonie ensemble, Sud), Ilaïsaane Lauouvéa (FLNKS-RDO, Sud), dont :
  - Assemblée de la Province Sud - 4 (10 %) puis 5 élus sur 40 (12,5 %) : Silipeleto Muliakaaka et Gil Brial (Rassemblement-UMP), Sutita Sio-Lagadec (Calédonie ensemble), Ilaïsaane Lauouvéa (FLNKS-RDO), Alésio Saliga (Avenir ensemble, entre à l'assemblée provinciale en juin 2009)
  - Assemblée de la Province Nord - 1 élue sur 22 (4,54 %) : Angéla Manakofaiva (FLNKS-UNI-RDO)
- élections provinciales de 2014 - 3 élus sur 54 (5,56 %) puis 4 élus sur 54 (7,41 %) à partir du 3 juin 2015 : Marie-Hyacintha Fiafialoto-Santino (Calédonie ensemble, Nord) et Sutita Sio-Lagadec (Calédonie ensemble, Sud), Gil Brial (UCF-MPC-UMP, Sud), puis également Silipeleto Muliakaaka (Calédonie ensemble jusqu'en décembre 2017 puis Les Républicains calédoniens, Sud) dont :
  - Assemblée de la Province Sud - 5 élus sur 40 (12,5 %) : Silipeleto Muliakaaka (Calédonie ensemble jusqu'en décembre 2017 puis Les Républicains calédoniens) et Sutita Sio-Lagadec (Calédonie ensemble), Alésio Saliga (FPU-L'Avenir ensemble jusqu'en décembre 2017 puis Les Républicains calédoniens), Gil Brial (UCF-MPC), Aloïsio Sako (FLNKS-RDO)
  - Assemblée de la Province Nord - 1 élue sur 22 (4,54 %) : Marie-Hyacintha Fiafialoto-Santino (Calédonie ensemble)
- élections provinciales de 2019 - 7 élus sur 54 (12,96 %) jusqu'au 6 juillet 2019 puis 8 sur 54 (14,81 %) jusqu'au 16 juillet 2021 puis 9 sur 54 (16,67 %) jusqu'au 16 janvier 2025 et finalement de nouveau 8 sur 54 (14,81 %) : Milakulo Tukumuli, Veylma Falaeo (première femme et première personnalité issue de la communauté wallisienne et futunienne à accéder à la présidence du Congrès le 29 août 2024) et Vaimu'a Muliava puis Maria-Isabella Lutovika puis de nouveau Vaimu'a Muliava (L'Éveil océanien, Sud), Gil Brial (L'Avenir en confiance-MPC, Sud), Françoise Suvé et Alésio Saliga (L'Avenir en confiance-Les Républicains calédoniens, Sud), et Magali Manuohalalo (Calédonie ensemble, Sud), à quoi s'ajoute Aniseta Tufele (L'Avenir en confiance-Le Rassemblement-LR) à partir du 6 juillet 2019 et Aloïsio Sako (FLNKS-RDO) à partir du 16 juillet 2021, dont :
  - Assemblée de la Province Sud - 10 élus sur 40 (25 %) jusqu'au 6 juillet 2019, puis 11 élus sur 40 (27,5 %) : Milakulo Tukumuli, Veylma Falaeo, Vaimu'a Muliava puis Petelo Sao puis de nouveau Vaimu'a Muliava et Maria-Isabella Lutovika (L'Éveil océanien), Gil Brial (L'Avenir en confiance-MPC), Françoise Suvé et Alésio Saliga (L'Avenir en confiance-Les Républicains calédoniens), Aniseta Tufele ainsi que, à partir du 6 juillet 2019, Lionel Paagalua (L'Avenir en confiance-Le Rassemblement-LR), Magali Manuohalalo (Calédonie ensemble) et Aloïsio Sako (FLNKS-RDO)

### Historique des membres du Gouvernement
- 1999 - 2001 1er Gouvernement (Lèques) - 1 membre sur 11 (9,09 %) :
  - Aukusitino Manuohalalo (FLNKS-RDO) - Chargé de la Protection sociale et de la Santé
- 2001 - 2002 : 2e Gouvernement (Frogier I) - 1 (9,09 %) puis 2 membres sur 11 (18,18 %) : 
  - Aukusitino Manuohalalo (FLNKS-RDO) - Chargé de la Protection sociale et de la Santé (à l'exception d'un court intermède entre le 1er et le 31 octobre 2001)
  - Corinne Fuluhea (RPCR) - Chargée de la Formation professionnelle (à partir du 29 juillet 2002)
- 2002 - 2004 : 3e Gouvernement (Frogier II) - 1 membre sur 10 (10 %) : 
  - Corinne Fuluhea (RPCR) - Chargée de la Formation professionnelle et des Affaires sociales
- 2019 - 2021 : 16e Gouvernement (Santa) - 1 membre sur 11 (9,09 %) :
  - Vaimu'a Muliava (L'Éveil océanien) - Chargé des Constructions publiques, du Patrimoine immobilier et des moyens, du Logement, de l'Urbanisme, de la Fonction publique, de la Transformation numérique, de la Simplification de l'Administration et de l'Évaluation des politiques publiques
- 2021 - 2024 : 17e Gouvernement (Mapou) - 1 membre sur 11 (9,09 %) :
  - Vaimu'a Muliava (L'Éveil océanien, démissionne le 28 août 2024) - Chargé de la Construction, du Patrimoine immobilier et des Moyens, de l'Urbanisme, de l'Habitat, de la Fonction publique, de la Modernisation de l'action publique, de la Transition numérique, du Développement de l'innovation technologique et du Suivi des relations avec les Collectivités d'outre-mer du Pacifique (en lien avec le président du gouvernement Louis Mapou)
  - Laurie Humuni (RDO, succède au précédent le 10 septembre 2024) - Chargée de la Construction, du Patrimoine immobilier et des Moyens, de l'Urbanisme, de l'Habitat, de la Fonction publique, de la Modernisation de l'action publique, de la Transition numérique, du Développement de l'innovation technologique et du Suivi des relations avec les Collectivités d'outre-mer du Pacifique (en lien avec le président du gouvernement Louis Mapou)
- 2025 : 18e Gouvernement (Ponga) - 1 membre sur 11 (9,09 %) :
  - Petelo Sao (L'Éveil océanien) - En attente d'attribution.

## Personnalités

### Histoire et politique
- Sagato Iau (décédé en 2007) : aumônier de la communauté wallisienne et futunienne et représentant du Lavelua de 1967 à 2005.
- Kalépo Muliava (décédé en 1989) : figure historique du mouvement politique communautaire, fondateur de l'Union océanienne
- Atélémo Taofifenua (décédé en 2005) : conseiller territorial RPCR de Nouvelle-Calédonie et Kivalu (Premier ministre) du royaume d'Uvéa (1999-2000)
- Aloïsio Sako : faipule du district de Hihifo en Nouvelle-Calédonie et président fondateur du RDO
- Aukusitino Manuohalalo : ancien du RDO, président fondateur du MCC, ancien membre du gouvernement de la Nouvelle-Calédonie (1999-2002)
- Albert Likuvalu : ancien migrant en Nouvelle-Calédonie retourné à Wallis-et-Futuna, député apparenté PRG de Wallis-et-Futuna de 2007 à 2012
- Gil Brial : conseiller provincial du Rassemblement-UMP dans le Sud, 3e puis 2e vice-président de l'Assemblée provinciale depuis 2012, d'origine wallisienne par son grand-père paternel Emmanuel-Victor Brial (lui-même fils de la Lavelua Aloïsia Brial)
- Willy Gatuhau : maire de Païta de 2019 à 2024, président du syndicat intercommunal du Grand Nouméa (SIGN) de 2015 à 2020, secrétaire général des Républicains calédoniens,
- Milakulo Tukumuli : président fondateur de L'Éveil océanien et 3e vice-président de l'Assemblée de la Province Sud depuis 2019.
- Veylma Falaeo : secrétaire générale de L'Éveil océanien et présidente du Congrès de la Nouvelle-Calédonie depuis 2024.

### Sport

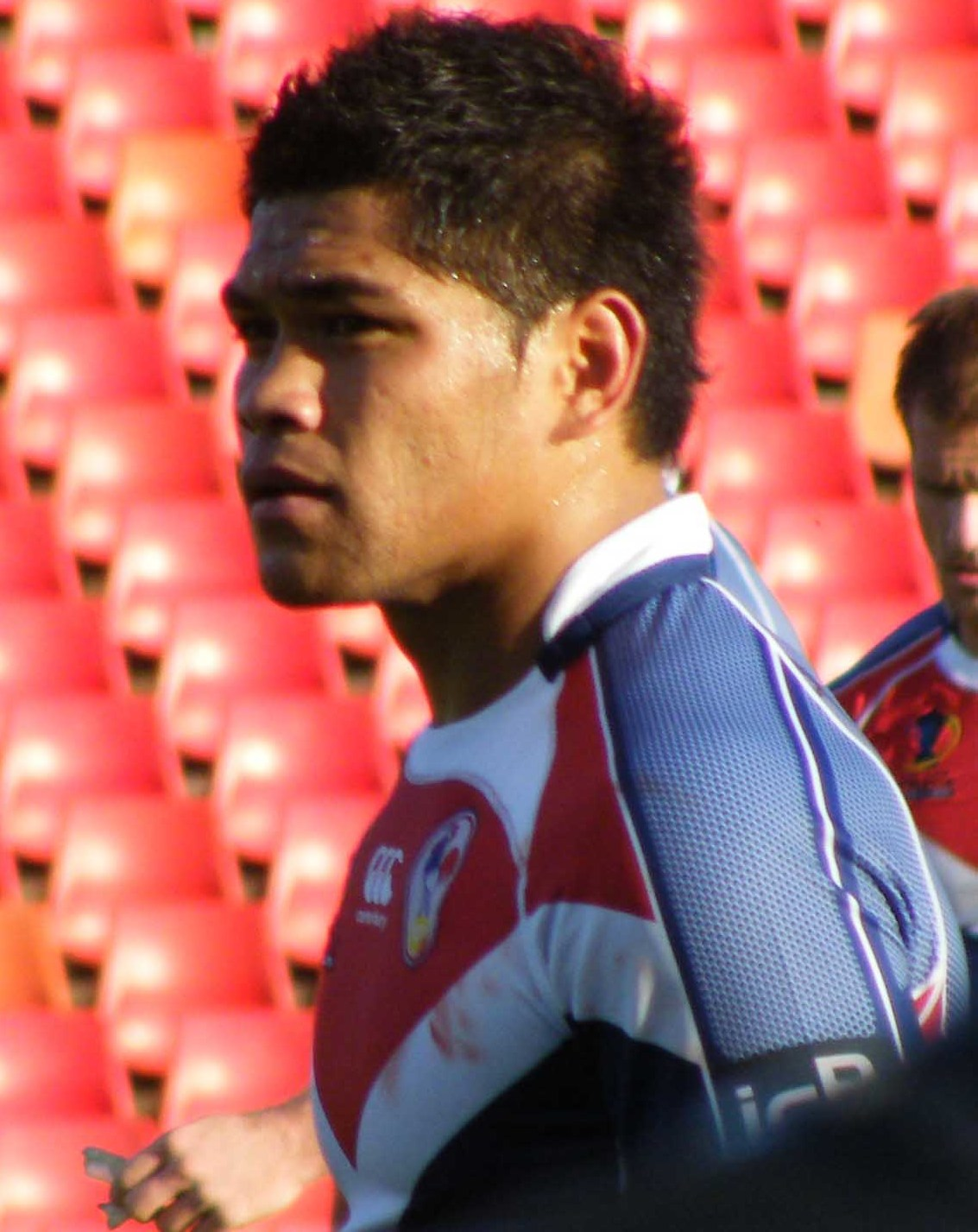
Dimitri Pelo.

- Marc Apelé : bandoïste, ceinture noire 3e degré de thaing et ceinture noire 3e degré de boxes pieds-poings WKA et ISKA, champion du monde professionnel WKA poids super-moyens en 2005 et 2006 puis ISKA en 2008.
- Aliki Fakate : joueur de rugby à XV (2e ligne) au Montpellier HR depuis 2010.
- Laurent Simutoga : joueur de rugby à XV pilier au stade Français 2007-2009 et au Stade rochelais 2009-2011.
- Dimitri Pelo : joueur de rugby à XIII (Dragons Catalans de 2007 à 2010 et équipe de France de 2008 à 2009) puis à XV (ailier) au Montpellier HR.
- Sotele Puleoto : joueur de rugby à XV (pilier), champion de France 2002 et 2005 avec le Biarritz olympique Pays basque.
- Bina Ramesh : athlète spécialiste du lancer de javelot, triple championne de France 1998, 2000 et 2004, médaillée d'or aux Jeux du Pacifique de 1999, 2003 et 2007.
- Jocelino Suta : joueur de rugby à XV (2e ligne) au RC Toulon depuis 2008.
- Jean-Jacques Taofifénua : joueur de rugby à XV (talonneur) au FC Grenoble (1999-2002), à l'ASM Clermont (2002-2003), à l'Aviron bayonnais (2004-2005) et au Limoges rugby (2005-2009).
- Mikaele Tuugahala : joueur de rugby à XV (pilier) au Racing Métro 92 depuis 2007.
- Sébastien Vahaamahina né le 21 octobre 1991 à Nouméa, est un joueur français de rugby à XV évoluant au poste de deuxième ligne au sein de l'effectif de l'USAP (Perpignan). Après de nombreuses sélections dans les équipes de France des moins de 19 et de 20 ans, il honore sa première cape avec le XV de France le 10 novembre 2012 lors d'une victoire contre l'Australie.
- Lyonel Vaïtanaki : joueur (2e ligne) puis entraîneur de rugby à XV, ancien membre de l'ASM Clermont puis Racing club Vichy comme joueur (2007-2009) et enfin entraîneur (depuis 2009).

### Journalistes, médias
- Malia-Losa Falelavaki : animatrice de télévision et de radio sur RFO puis Nouvelle-Calédonie 1re, notamment présentatrice du journal télévisé durant les années 1990 et 2000, ancienne rédactrice en chef de Télé Wallis-et-Futuna.

### Auteurs, écrivains, scientifiques
- Vaimu'a Muliava : poète et restaurateur d'art au Musée maritime de Nouméa, au Musée du quai Branly - Jacques-Chirac puis au Musée de Nouvelle-Calédonie, entre autres, également homme politique de L'Éveil océanien (élu en Province Sud et au Congrès puis au Gouvernement de la Nouvelle-Calédonie depuis 2019).

### Acteurs, comédiens

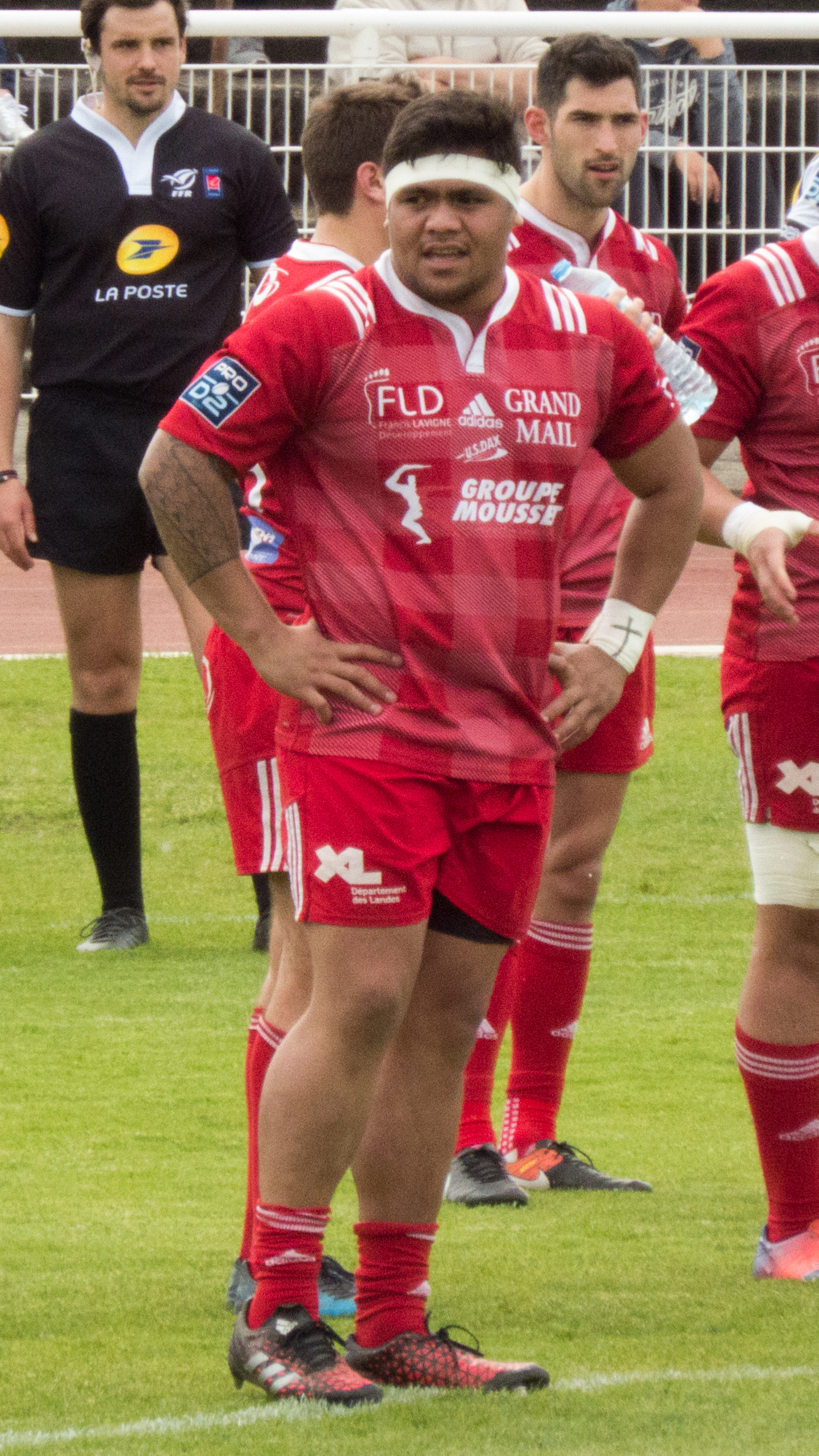
Toki Pilioko en 2018.

- Steeve Maka L. : comédien de la troupe Pacifique et Compagnie, interprète du rôle de Jessica dans la série télévisée Chez Nadette.
- Vincent Tuataane : interprète le rôle de Bruno dans Combats de maître 2 de Jackie Chan en 1994 et Supercop 2 en 1993 .
- Toki Pilioko : interprète de Soane Tokelau dans Mercenaire en 2016 (nommé pour le César du meilleur espoir masculin en 2017), par ailleurs rugbyman (pilier de rugby à XV)

### Personnages de fiction
- Jessica : la rae rae de la série télévisée humoristique locale Chez Nadette.
- Soane Tokelau : le héros du film Mercenaire (2016).